# Putna (Siret)
Putna je desni pritok rijeke Siret u županiji Vrancea u Rumunjskoj, u povijesnoj regiji Moldavije.  Ulijeva se u Siret u Călienii Noi, blizu Vulturua.
Porječje Putne ima ukupnu površinu od 2,480km2, a 31% ove površine nalazi se u planinskom području, odvodnjavajući istočni obod gorja Vrancea.
Ukupna dužina Putne od izvora do ušća u Siret je 153 km.

### Pritoci
Sljedeće rijeke su pritoci rijeke Putne (od izvora do ušća):
- Lijevi: Baba, Șipotu, Valea lui Ilie, Astrog (Stogu), Babovici, Pârâul Mărului, Greșu, Călinu, Slatina, Lepșa, Streiu, Mocearu, Deju, Caciu, Valea Sării, Tichiriș, Vidra, Vizăuți
- Desni: Pârâul de sub Arișoaia, Pârâul Bradului, Zburătura, Pârâul Țiganului, Cireșu, Tișița, Pârâul Porcului, Pârâul Câinelui, Carhagău, Coza, Văsui, Zăbala, Chilimetea, Valea Rea, Șoimul, Sturza, Milcov, Râmna

## Gradovi i sela
Sljedeći gradovi i sela nalaze se duž rijeke Putna, od izvora do ušća: Greșu, Lepșa, Tulnici, Negrilești, Bârsești, Valea Sării, Vidra, Garoafa, Vânători.

## Vanjske poveznice
|  | Zajednički poslužitelj ima još gradiva o temi Putna (Siret) |